# Junkers F 13

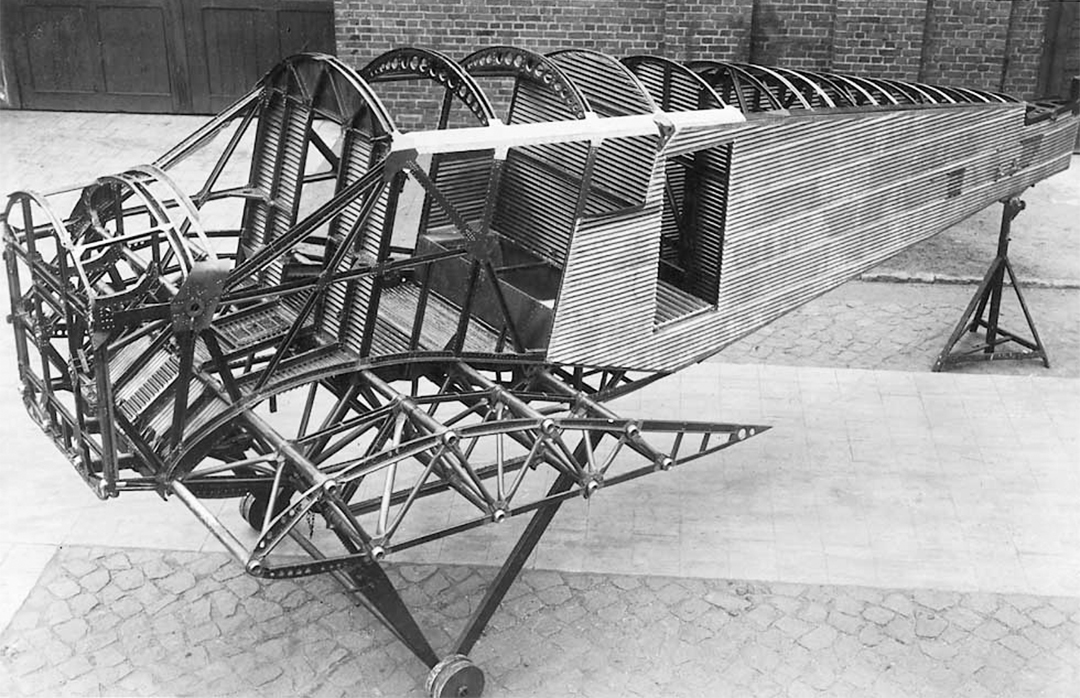
Der Duralumin-Rumpf einer F 13, 1919

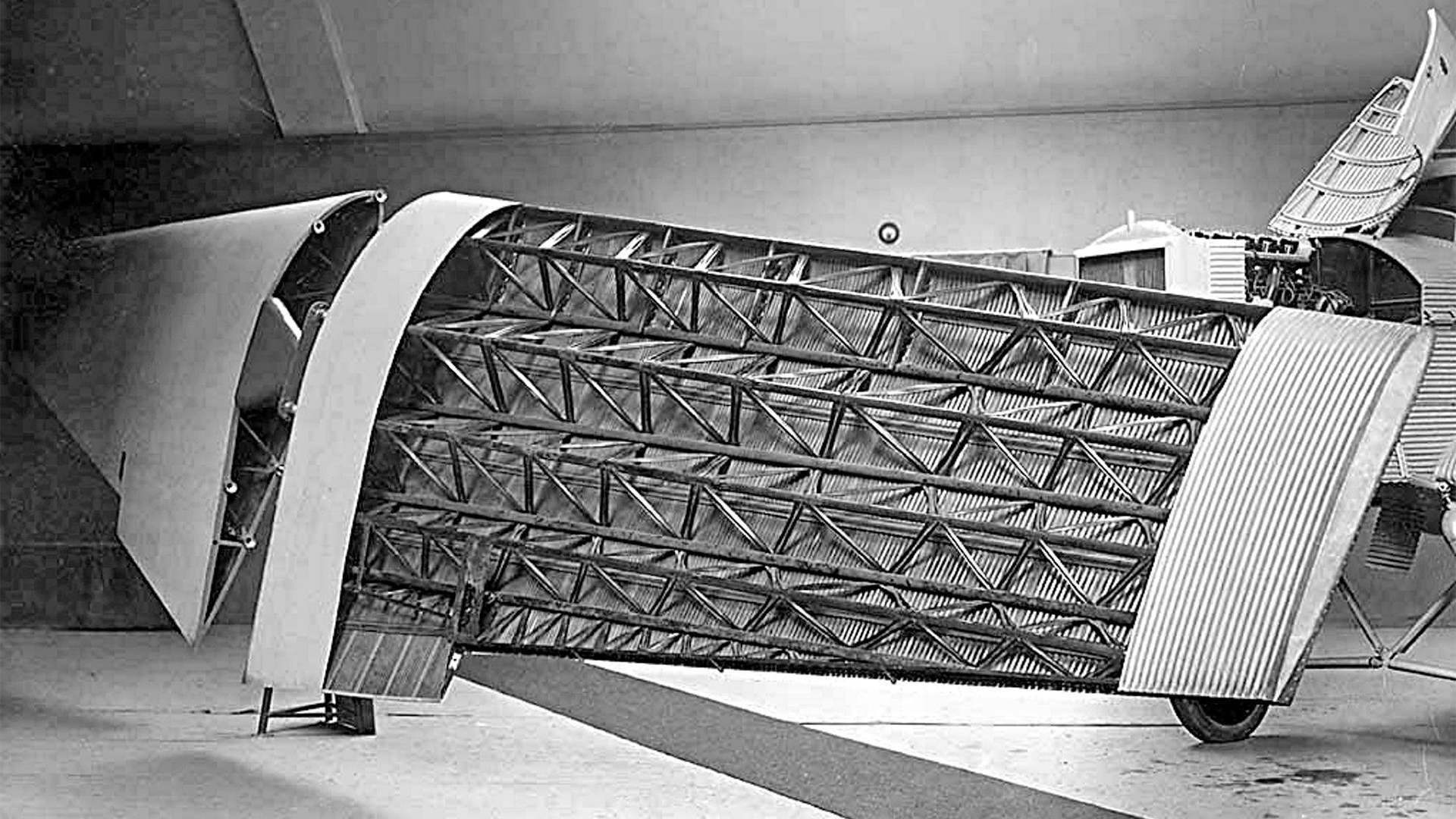
Die Duralumin-Tragfläche einer F 13, 1919

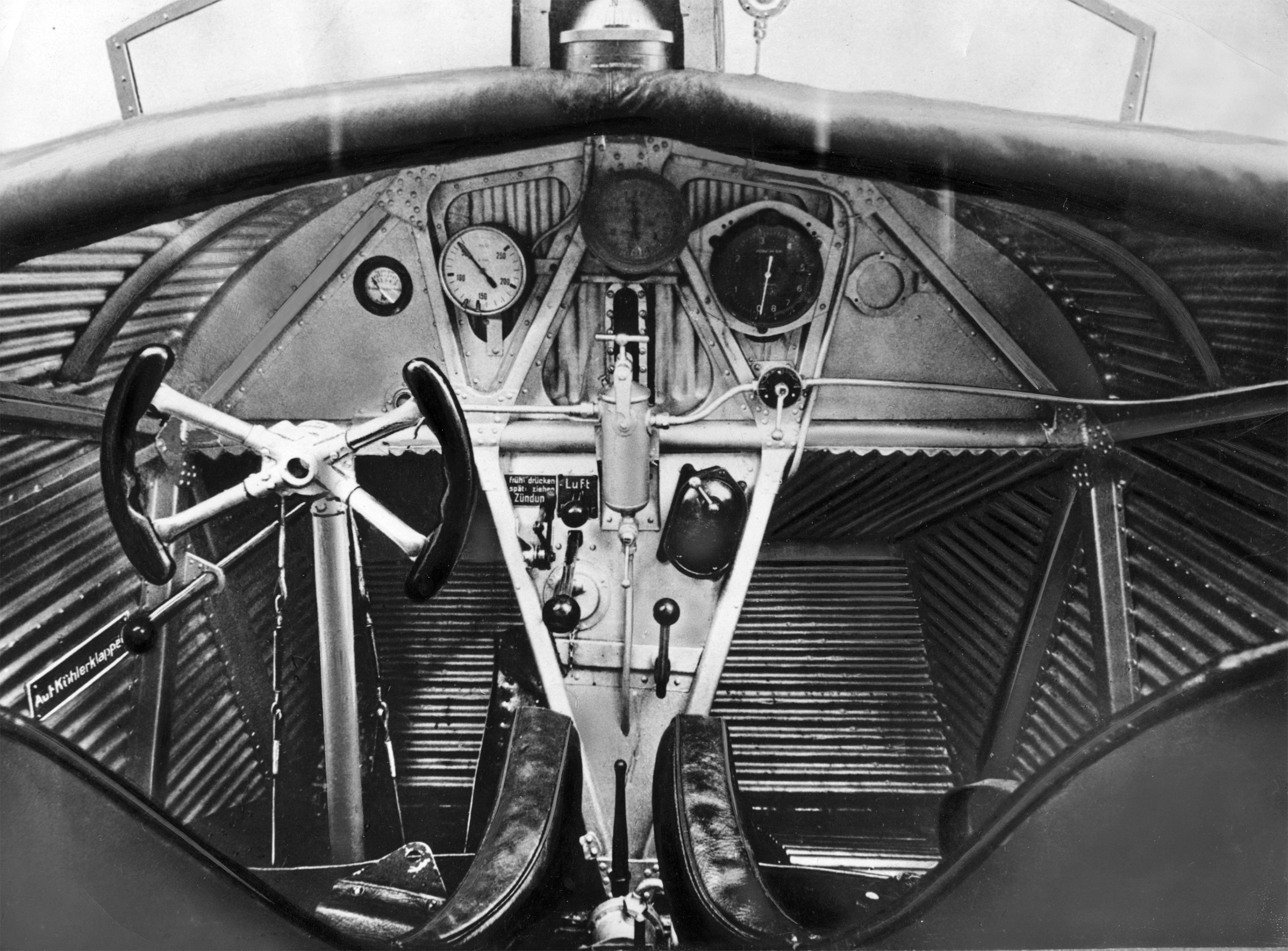
Cockpit einer Junkers F 13 in den 1920er-Jahren

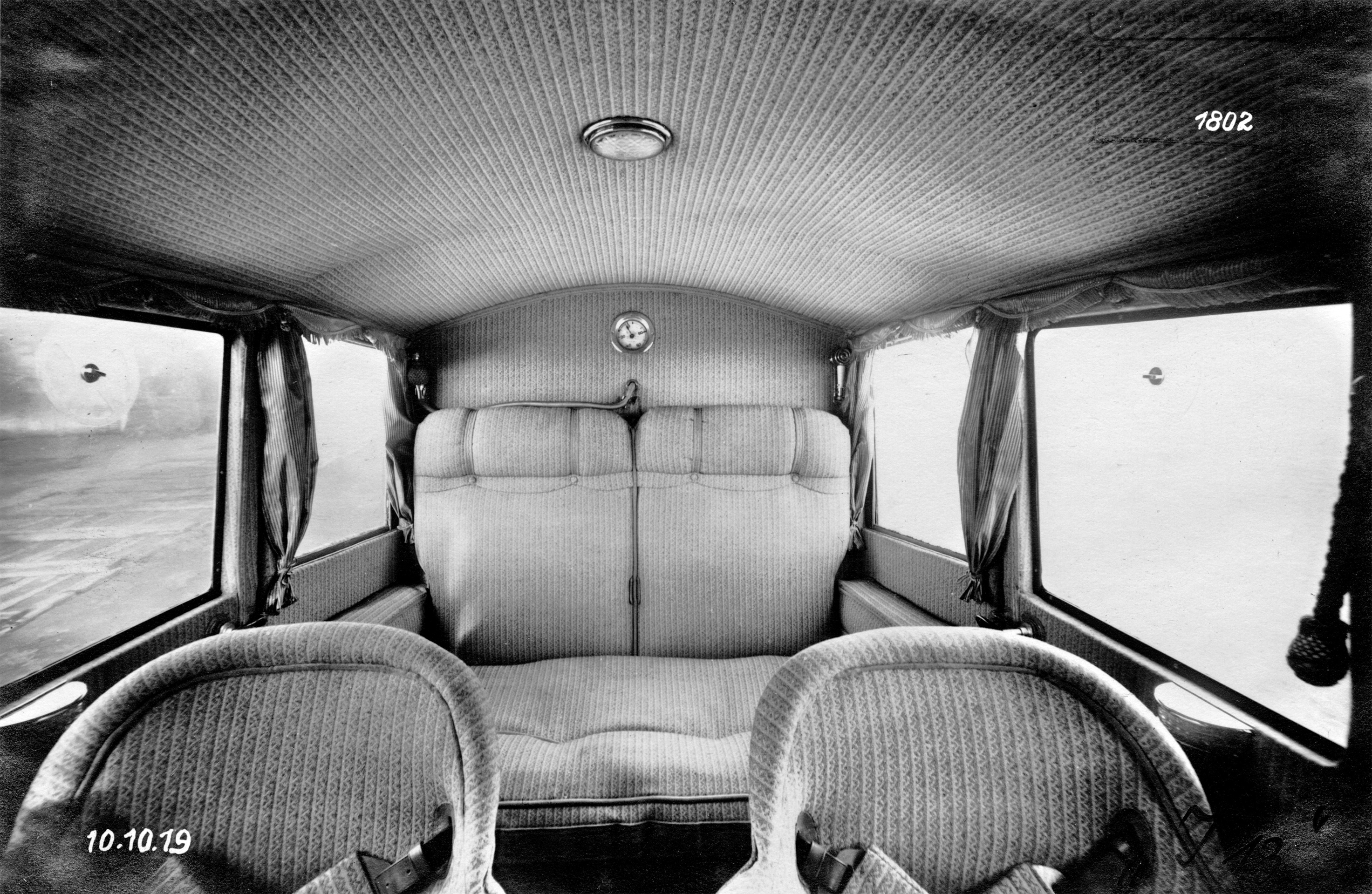
Kabine einer Junkers F 13, 1919

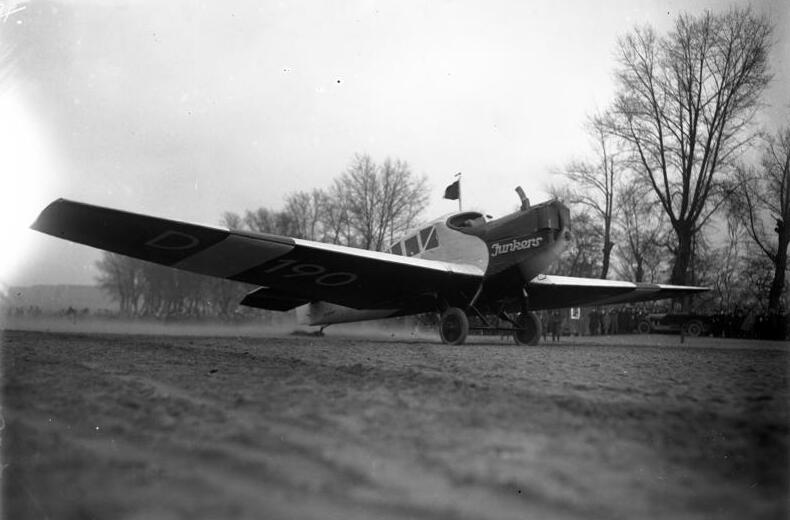
F-13-Start auf dem Tempelhofer Feld, 7. März 1923

Junkers-Verkehrsflugzeug F 13 (R-RECI, Sowjetrussland) 1925 über Teheran

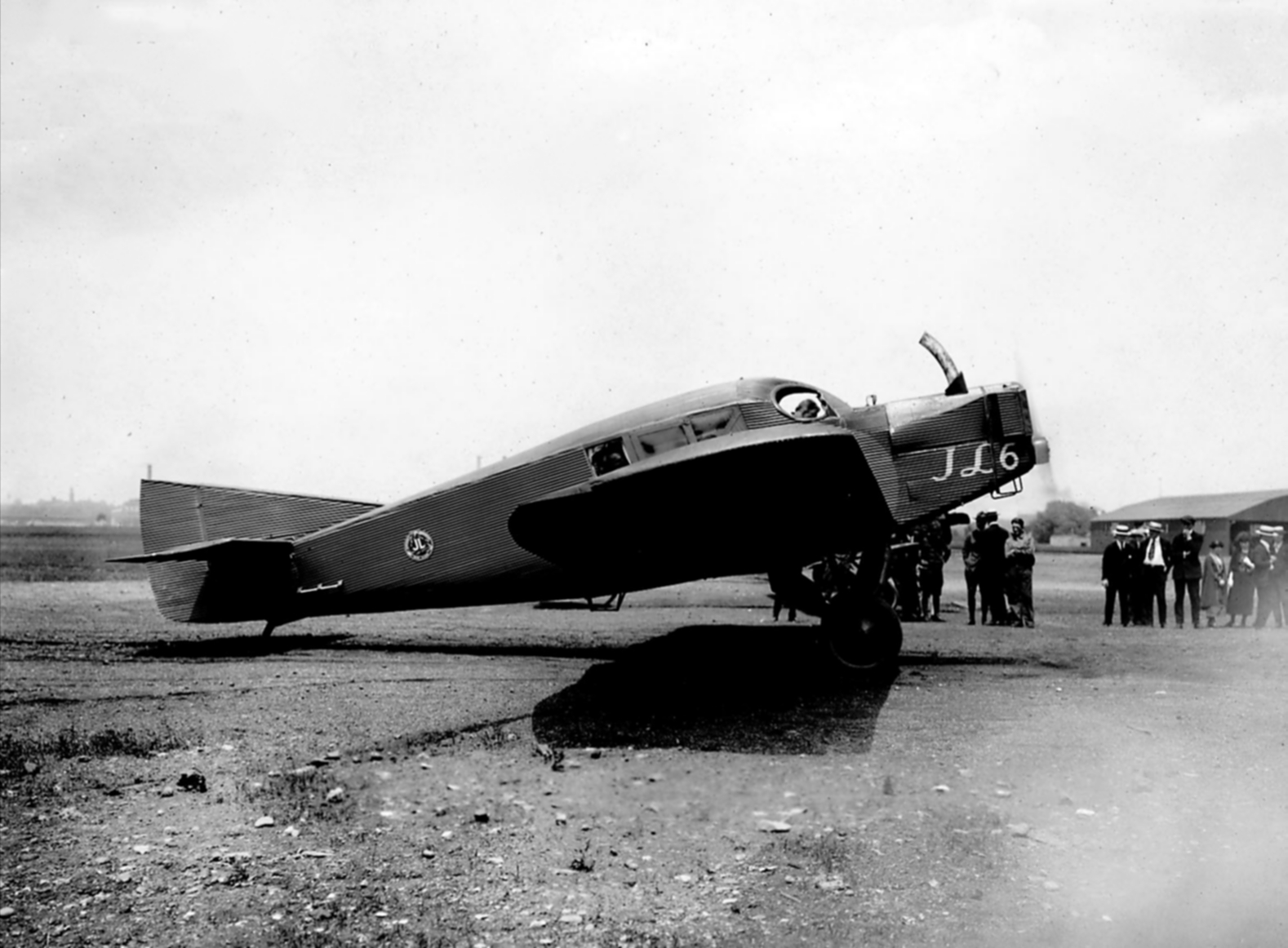
Junkers F 13 als Junkers-Larsen JL-6 am 10. Juni 1920 auf der Naval Air Station Anacostia

Die Junkers F 13 (interne Werksbezeichnung J 13; in den USA von der Junkers-Larsen Aircraft Corporation als Larsen JL-6 vermarktet) war bzw. ist ein Verkehrs- und Frachtflugzeug der Junkers Flugzeugwerke in Dessau. Der 1919 entwickelte Typ war das erste Ganzmetallflugzeug der zivilen Luftfahrt.
Der einmotorige Tiefdecker bot in einer geschlossenen Kabine vier Passagieren Platz. Insgesamt wurden von 1919 bis 1932 etwa 320 Maschinen gebaut, von denen rund 110 in Deutschland zugelassen waren.

## Geschichte
Hugo Junkers hatte ab 1915 eine Reihe von Ganzmetallflugzeugen entwickelt. Seine Junkers J 1 von 1915 war das erste verspannungslose (freitragende) flugfähige Ganzmetallflugzeug der Welt und die 1917 mit der Werksbezeichnung Junkers J.4 entwickelte Junkers J.I der deutschen Fliegertruppe war das erste in Serie gebaute Ganzmetallflugzeug der Welt. Mit diesen Ganzmetallflugzeugen hatte er sein 1910 patentiertes Konzept vom unverspannten Flügel mit dickem Profil als ideales Flugzeugtragwerk praktisch umgesetzt. Nach dem Ersten Weltkrieg verfolgte Hugo Junkers dieses Konzept weiter und gab seinem Chefkonstrukteur Otto Reuter den Auftrag, ein Passagierflugzeug zu entwickeln, das vollständig aus Metall hergestellt werden sollte. Das Flugzeug wurde ausschließlich für den zivilen Einsatz entwickelt, militärische Aspekte spielten keine Rolle.
Am 25. Juni 1919 hatte die nach Junkers’ ältester Tochter benannte F 13 Herta mit der Werk-Nr. 531 in Dessau mit dem Piloten Emil Monz ihren Erstflug. Am 18. Juli 1919 wurde dieser Prototyp in der von März 1919 bis Mai 1920 gültigen Luftfahrzeugrolle als D-183 zugelassen. (In dem ab 22. Mai 1920 von der ILÜK neu organisierten Zulassungsverfahren erhielt diese F 13 mit der Werk-Nr. 531 das Kennzeichen D-1.) Die Vergabe des Namens Herta erfolgte am 30. Juli bei gleichzeitiger Genehmigung von Junkers, die im Bau befindliche zweite F 13 nach seiner zweitältesten Tochter Anneliese zu benennen. Am 13. September 1919 erflog Monz mit sieben Passagieren mit einer Höhe von 6750 Metern einen Höhenweltrekord.
1925 beherrschte die Junkers F 13 40 % des weltweiten Luftverkehrsnetzes.

## Konstruktion
Die F 13 war ein freitragender Tiefdecker und im Gegensatz zur damals üblichen Holz- und Stahlrohrbauweise mit Stoffbespannung vollständig aus der Leichtmetall-Legierung Duralumin gefertigt. Der kastenförmige Rumpf und die Tragflächen bestanden aus durchgehenden Rohrholmen, angenieteten Streben und einer Wellblechbeplankung. Die Materialwahl und die Fachwerkbauweise führten zu einem robusten, klimabeständigen und reparaturfreundlichen Flugzeug, das zwei Piloten und in einer geschlossenen Kabine vier Passagieren Platz bot.
Die Motorleistung steigerte sich schrittweise von 160 PS bis auf 570 PS, um neuen Marktanforderungen nach höherer Reisegeschwindigkeit und größerer Reichweite gerecht zu werden. Die unterschiedliche Motorisierung wird über die zusätzliche Typenbezeichnung be bis ka beschrieben. Insgesamt wurde eine sehr große Zahl von Varianten hergestellt. Das starre Spornradfahrwerk konnte bei Bedarf gegen ein Schwimmergestell oder ein Schneekufengestell ausgetauscht werden.
Um die aerodynamische Kraft des Höhenleitwerks, die als Abtrieb dem Flügelauftrieb/-moment entgegenwirkt, zu reduzieren, wurde die F 13 als erstes Flugzeug mit einem Trimmtank im Heck ausgestattet.
Die Serienmodelle waren mit Polstersitzen oder bequemen Korbsesseln ausgerüstet und verfügten über ein Heizsystem sowie eine Innenbeleuchtung. Die beiden Piloten saßen zunächst in einem offenen Cockpit. Erst später wurde auch die Pilotenkabine geschlossen ausgeführt.

## Produktion
Die genaue Anzahl der insgesamt hergestellten Maschinen ist nicht bekannt. Die Angaben reichen von 314 über 318 (laut einer Ablieferungsliste von Junkers vom 12. April 1935) und 322 (auf einer Vorkriegs-Schautafel in der Lehrausstellung von Junkers in Dessau) und 328 (in einem Unfalluntersuchungsbericht vom September 1930) bis 351.
Die Endmontage der Maschinen erfolgte auch bei der Junkers-Larsen Aircraft Corporation mit Sitz in New York City, die ab 1919 die in Kisten angelieferten F 13 zusammenbaute. Larsen lieferte auch zwei Maschinen als JL-6 mit Schwimmern an die US-Marine. Eine ähnliche Zusammenarbeit gab es auch in Fili bei Moskau in der UdSSR, wo das Flugzeug mit der Bezeichnung Ju 13 hergestellt und von der dortigen Luftverkehrsgesellschaft Dobroljot eingesetzt wurde.
Als zweite deutsche Produktionsstätte wurde neben Dessau die erworbene Flugwerft in Fürth genutzt.
|           | 1919 | 1920 | 1921 | 1922 | 1923 | 1924 | 1925 | 1926 | 1927 | 1928 | 1929 | 1930 | 1931/1932 | gesamt |
| Stückzahl | 6    | 73   | 15   | 8    | 75   | 59   | 14   | 17   | 18   | 16   | 29   | 14   | 7         | 351    |

## Nutzung
Der neue Flugzeugtyp kam zunächst offiziell in Deutschland nicht zum Einsatz, so dass die Junkers Flugzeugwerke das erste F-13-Serienmodell am 29. Oktober 1919 in den USA an John M. Larsen verkauften. Der Grund lag in den Einschränkungen der Entente-Mächte Frankreich und England für den Flugzeugbau und Flugverkehr im besiegten Deutschland. Bei den erfolgreichen Flugeinsätzen in den Vereinigten Staaten stellten die Piloten Edward Stinson und Lloyd Bertaud mit einer JL-6 vom 29. bis zum 30. Dezember 1921 mit 26 Stunden, 5 Minuten und 32 Sekunden einen Weltrekord im Dauerflug auf.
Neben dem Einsatz als Passagier- und Frachtflugzeug dienten einzelne Modelle als Sanitätsflugzeuge oder zur Schädlingsbekämpfung. Für die persische Luftwaffe entstand in der Sowjetunion eine Militärversion mit einem Maschinengewehrstand auf dem Kabinendach. Ein Exemplar wurde auf der Lützow mitgeführt, um den mit dem Schiff reisenden Touristen Rundflüge anzubieten. 1921 kaufte der afghanische Emir Amanullah Khan zwei F 13, von denen eine Maschine 1969 von einem britischen Journalisten auf einem Schrottplatz entdeckt wurde.
Drei F-13-Maschinen mit den Kennzeichen D 272, D 583 (auch Silbermöwe und Wildente genannt) und D 433 waren anfangs als Wasserflugzeuge mit Schwimmern ausgerüstet und wurden 1925/26 auf der Wasserfluglinie Altona–Dresden eingesetzt.

## Technische Daten

Dreiseitenriss

| Kenngröße             | Daten der Junkers F 13               | Daten der Junkers F 13 fe            |
| --------------------- | ------------------------------------ | ------------------------------------ |
| Besatzung             | 2                                    | 2                                    |
| Passagiere            | 4                                    | 4                                    |
| Länge                 | 9,60 m                               | 9,60 m                               |
| Spannweite            | 14,82 m                              | 17,75 m                              |
| Höhe                  | 4,10 m                               | 4,10 m                               |
| Flügelfläche          | 34,50 m²                             | 43,00 m²                             |
| Flügelstreckung       | 6,4                                  | 7,3                                  |
| Rüstmasse             | 1075 kg                              | 1350 kg                              |
| Startmasse            | 1800 kg                              | 2300 kg                              |
| Flächenbelastung      | 52,17 kg/m²                          | 53,49 kg/m²                          |
| Leistungsbelastung    | 13,24 kg/kW                          | 10,09 kg/kW                          |
| Höchstgeschwindigkeit | 170 km/h                             | 195 km/h                             |
| Dauergeschwindigkeit  | 140 km/h                             | 160 km/h                             |
| Landegeschwindigkeit  | – km/h                               | – km/h                               |
| Steigleistung         | 3,00 m/s                             | – m/s                                |
| Steigzeit auf 2000 m  | – min                                | – min                                |
| Dienstgipfelhöhe      | 4600 m                               | 5500 m                               |
| Reichweite            | 1200 km                              | 925 km                               |
| Startstrecke          | 200 m                                | – m                                  |
| Landerollstrecke      | 150 m                                | – m                                  |
| Triebwerke            | 1 × BMW IIIa mit 185 PS (ca. 140 kW) | 1 × Jumo L 5 mit 310 PS (ca. 230 kW) |

## Erhaltene Flugzeuge

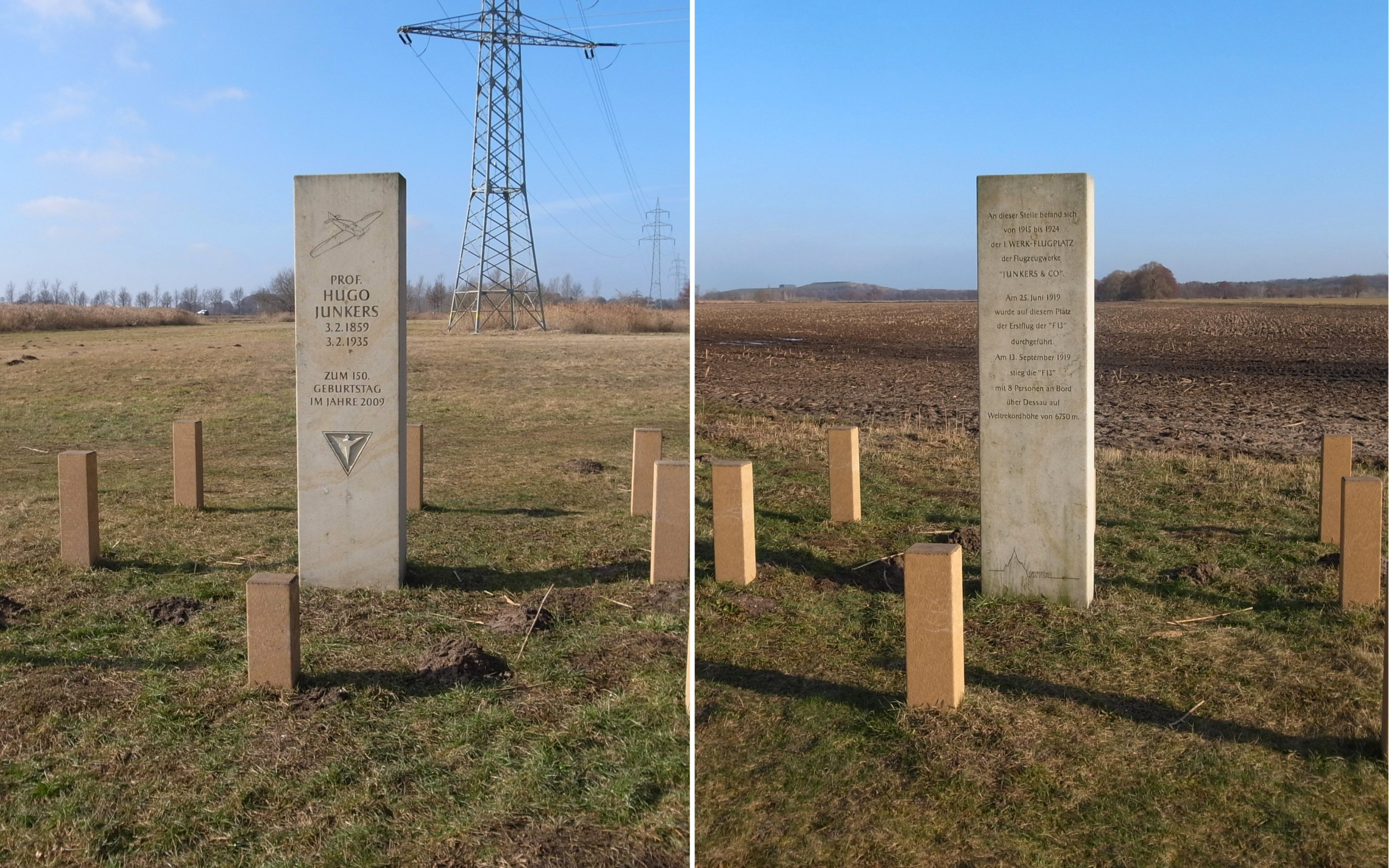
Denkmal am ersten Flugplatz von Hugo Junkers in Dessau, 2013

Heute existieren noch fünf originale Exemplare der Junkers F13, von denen lediglich drei Flugzeuge aktuell in Ausstellungen zugänglich sind. Weitere fünf nicht flugfähige Nachbauten, die in den letzten 30 Jahren entstanden sind, ergänzen diese Originale. Seit 2016 existieren auch wieder flugfähige F13-Nachbauten der Rimowa bzw. Junkers Flugzeugwerke AG in der Schweiz. Bis 2022 wurden zwei flugfähige Exemplare fertiggestellt, ein dritter Nachbau befindet sich noch im Bau. Insgesamt existieren damit heute 13 F13-Exemplare im Original oder als Nachbau.
Weitere Informationen zur Historie der Objekte findet man bei 

### Originale
- Werknummer 574, Baujahr 1920, Kennzeichen CH59. Baubeginn am 20. Juli 1920; im Oktober 1920 in Hamburg beschlagnahmt; 1921 im Besitz der schweizerischen Fluggesellschaft Ad Astra Aero. Nach einem Brand wurde die CH59 mit Tragflächen der CH66 repariert. Mit dieser F 13 reiste am 20. Oktober 1921 der Exkönig Karl IV. (in Österreich Kaiser Karl I.) mit seiner Gemahlin Zita von Bourbon-Parma von der Schweiz nach Ungarn um seinen Thronanspruch militärisch durchzusetzen. Nach dem Zusammenbruch des Aufstands wurde das Flugzeug von der ungarischen Regierung beschlagnahmt. Seit 1922 befindet sich das Flugzeug im Besitz des Közlekedési Múzeum in Budapest[14], wo das Flugzeug bis 2015 ausgestellt wurde. Inzwischen ist die Luftfahrtabteilung geschlossen und das Flugzeug eingelagert [13]

- Werknummer 609, Baujahr 1920. Erstflug am 22. November 1920, ab 1921 in Holland, dann Reparationslieferung nach Frankreich. Ausgestellt im Musée de l’air et de l’espace.[15]

- Werknummer 715 „Schleiereule“, Baujahr 1923, Kennzeichen D-343, S-AAAC und SE-AAC. Am 2. Juni 1924 eröffnete die S-AAAC die Strecke Stockholm–Helsinki für die Fluggesellschaft A.B. Aerotransport. Ausgestellt im Tekniska museet in Stockholm.[16] Die Postkabine des Nachtpostdienstes Malmö-London aus dem Jahr 1927 ist heute im Postmuseum Stockholm eingelagert.[13]

- Werknummer 2018 „Wachtelkönig“ oder Werknummer 2019 „Nymphensittich“, Baujahr 1926 und 1927 (kein Typenschild und keine Originalunterlagen mehr vorhanden). Nach dem Verkauf an den afghanischen König Amanullah Khan am 2. April 1928 nach Kabul überführt, nach dem Sturz des Königs von 1929 bis 1937 zunächst am Flughafen Kabul abgestellt und dann von deutschen Betreuern wieder flugfähig gemacht. Am 31. Mai 1938 flog Hans-Hasso von Veltheim auf Einladung der afghanischen Regierung in dieser F 13 von Kabul nach Paghman und zurück.[17] 1968 wurde das Flugzeug wiederentdeckt und im darauffolgenden Jahr mit einer Transall C-160 der Luftwaffe nach Deutschland überführt und bei MBB wieder instand gesetzt. Seit 1984 ist die F 13 als „D-366“ im Deutschen Museum in München ausgestellt.[6]

- Werknummer 2050 „Königsgeier“, Baujahr 1930, Kennzeichen CF-ALX „City of Prince George“. Das Flugzeug war beim Unternehmen Air Land Manufacturing in Vancouver eingesetzt. Am 23. Juli 1933 stürzte die F 13 nach einer Baumberührung ab. Die vier Insassen überlebten den Unfall mit leichten Verletzungen. 1981 wurde das Wrack vom Western Canada Aviation Museum geborgen und ist als Leihgabe seit 2006 im Deutschen Technikmuseum Berlin.[18] Dort soll es behutsam restauriert werden.[19] Die Restaurierungsarbeiten wurden durch das International Army History and Aviation Museum von Karl Bircsak im ungarischen Hereg durchgeführt. Das Flugzeug befindet sich seit Anfang 2022 wieder im Technikmuseum in Berlin und ist dort bis zur Rückgabe nach Kanada eingelagert.[13]

### Statische Nachbauten der F 13

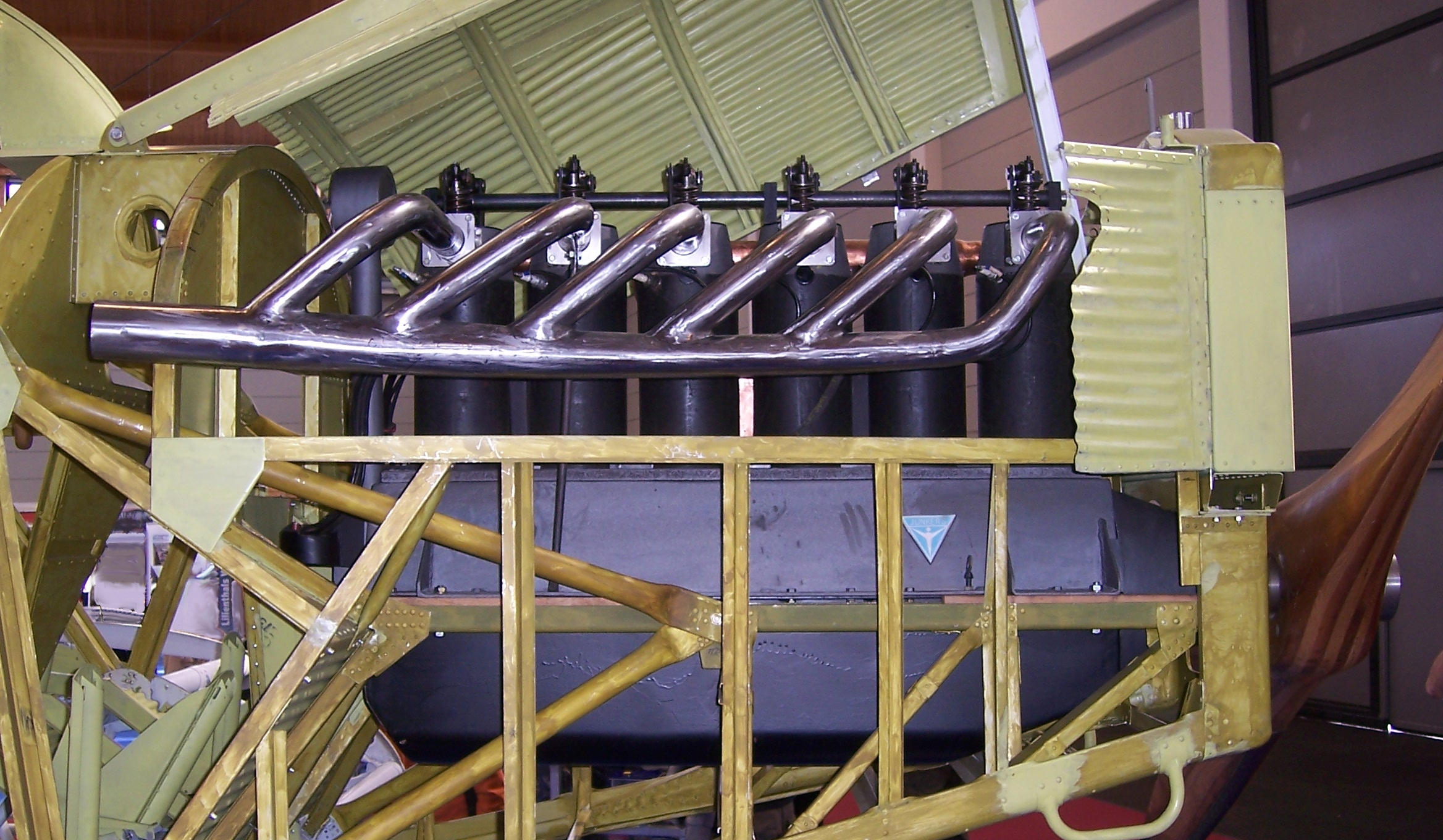
L-5-Attrappe im Nachbau der F 13 des Technikmuseums „Hugo Junkers“, 2009

- F13-Nachbau (Pflumm) in Mönchengladbach im Erscheinungsbild des ersten Prototypen D1 „Nachtigall“. Das Flugzeug war bis 2013 im Albatros-Flugmuseum am Flughafen Stuttgart ausgestellt.[20][21] Nach mehrjähriger Restaurierung in der Obhut des Ausbildungsverbundes der Metall- und Elektroindustrie Mönchengladbach im Werk von SMS Meer[22] ist das Flugzeug seit September 2019 auf dem Flughafen Mönchengladbach ausgestellt, wo es erstmals beim „Oldtimer Fly- & Drive in“ gezeigt wurde.

- F13-Nachbau (Pflumm) ohne Kennzeichen im Luftfahrt-Museum Laatzen-Hannover.[23]

- F13-Nachbau (euwaTec) mit Kennzeichen (D-433 der „Westflug GmbH“) im Luftfahrttechnischen Museum Rechlin.[24] Gebaut 2006 für die Ausstellung „Luftfahrt in Ostwestfalen“ in Detmold. Leihgabe aus Paderborn.[13]

- F13-Nachbau (AG F13 im Technikmuseum Hugo Junkers) im Technikmuseum „Hugo Junkers“ in Dessau. Der Nachbau sowie ein Flugsimulator entstand von 2004 bis 2015.[25] Der Rumpf wurde im Rohbau auf der Luftfahrtmesse AERO 2009 in Friedrichshafen gezeigt.

- F13-Nachbau (TechProAviation) mit Kennzeichen D-1608 der WNr. 2037 in der Tomas Bata Gedenkstätte im tschechischen Zlín. Die Gedenkstätte wurde bereits 1933 zur Erinnerung an den Schuhfabrikanten Tomas Bata errichtet, der 1932 mit seinem Geschäftsreiseflugzeug Junkers F13, WNr. 2037, D-1608 in Zlín tödlich verunglückte. In der Gedenkstätte wurde bereits 1933 eine 1:1-Replika des Unglücksflugzeugs aufgestellt. Nach dem Krieg wurde die Gedenkstätte aufgelöst. Seit 2011 erfolgte die Restaurierung des Gebäudes erneut als Bata-Gedenkstätte. Die zerstörte Vorkriegs-Replika wurde durch einen neuen Nachbau ersetzt und ist seit 2019 in Zlín zu sehen. Ein angeblich originales Wrackstück des abgestürzten Flugzeugs D-1608 befindet sich im Domaciho Muzea in Louky bei Zlin[13]

Anmerkungen:
- Im Internationalen Luftfahrtmuseum Schwenningen am Neckar baute Manfred Pflumm in den 80/90er Jahren zwei Metallnachbauten der F13 (heute in Mönchengladbach und Hannover)[26]. In Schwenningen befindet sich heute allerdings kein F13-Nachbau von Manfred Pflumm mehr.

### Flugfähige Neubauten der F13

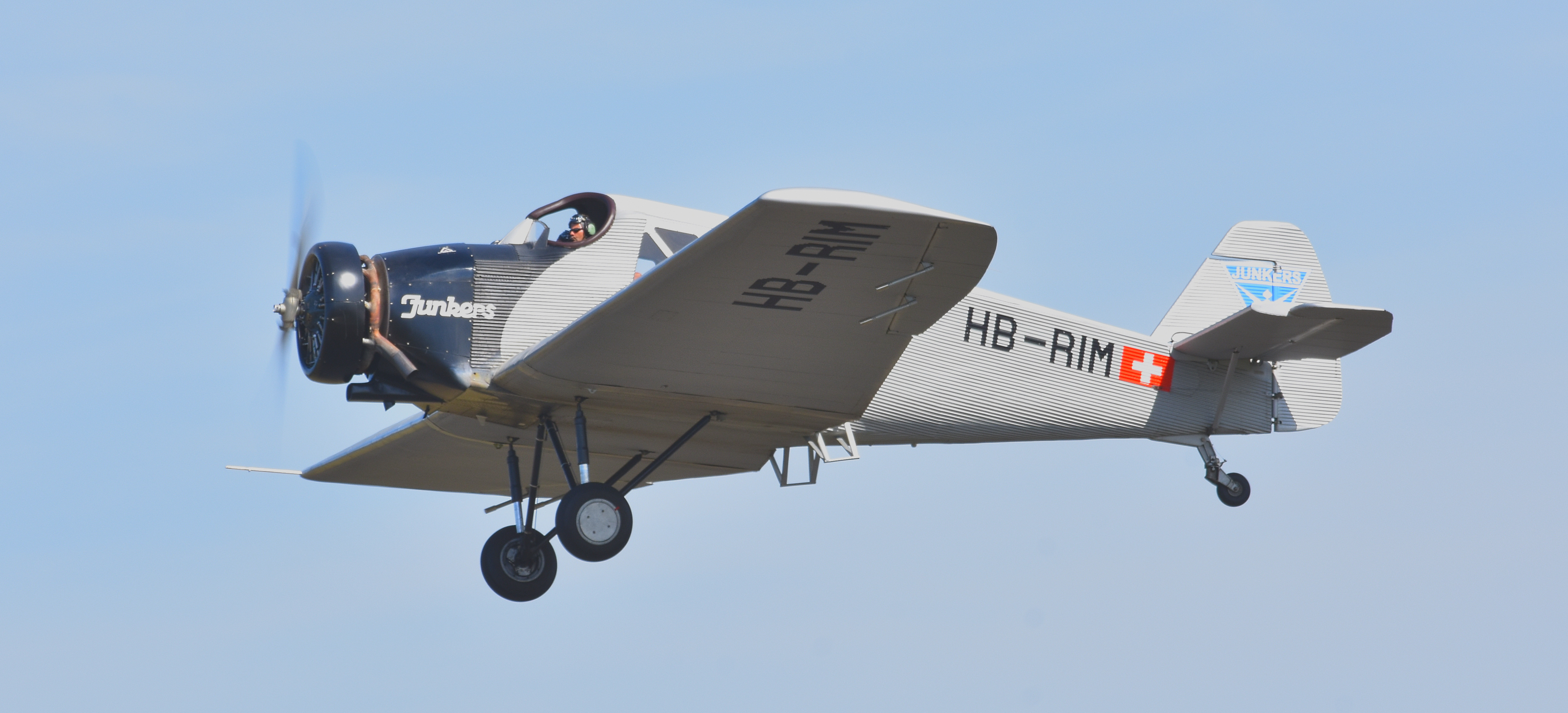
Junkers-F-13-Neubau 'HB-RIM' beim Flugplatzfest Mönchengladbach (MGL) September 2019

Dieter Morszeck, der frühere Chef und Eigentümer von Rimowa, initiierte ab 2013, die Junkers F 13 flugfähig nach einer amerikanischen Exportausführung (Junkers-Larsen JL-6 mit einem Sternmotor der Firma Pratt & Whitney vom Typ Wasp Junior) nachzubauen; die Struktur wurde bei Kaelin Aero Technologies GmbH in Oberndorf am Neckar gefertigt. Im Gegensatz zum Original besitzt das Fahrwerk des Nachbaus eine moderne Federung, eine Bremse und ein Spornrad. Der erste Flug wurde am 9. September 2016 am Militärflugplatz Dübendorf durchgeführt, der offizielle Erstflug fand anschließend am 15. September 2016 statt. Es war von Anfang an eine kleine Serie geplant; der Kaufpreis beträgt 2,2 Mio. US-Dollar. Im Jahr 2018 erhielt der Nachbau die offizielle Zulassung als Luftfahrzeug, bis 2019 waren zwei Maschinen einsatzfähig, eine dritte Maschine befindet sich im Bau. Neben dem Verkauf von Flugzeugen sollen über den Verein Junkers-Luftverkehr künftig auch Passagierflüge angeboten werden. Während der Prototyp noch unter der Marke „Rimowa Flugzeugwerke“ entstand, wurde 2015 mit offizieller Genehmigung der Junkers-Erben in Dübendorf die „Junkers Flugzeugwerke“ als Aktiengesellschaft neu bzw. wieder gegründet. Inzwischen ist das Unternehmen nach Widnau bzw. Altenrhein (SG) umgezogen. Inzwischen werden die JFAG F13 auch in den USA über das Unternehmen Waco zum Kauf angeboten.
- Rimowa F13, WNr. 13-001, aktuell N13JU in Bull Creek. Zugelassen als HB-RIM auf die Rimowa Flugzeugwerke AG am 24. August 2016, Erstflug am 15. September 2016 in Dübendorf, später an DIMOR bzw. Waco Aircraft. Am 14.07.21 deregistriert und in die USA verschifft. In den USA für die DIMOR/Waco-Gruppe als N13JU am 31. März 2022 zugelassen. Im Juli 2022 in Oshkosh auf dem Stand der Waco Aircraft Corporation präsentiert. Seit 2022 als Vorführflugzeug bei der Waco Aircraft Corporation in Battle Creek, Minnesota.[13]

- JFAG F13, WNr. 13-002, aktuell HB-RIA in Altenrhein. Zugelassen als HB-RIA am 13. Dezember 2019 für JFAG Dübendorf. Ausgestellt auf Aero 2022, Teilnahme an OldtimAir Flugparade am Stanserhorn im Juli 2022. Künftig ist unter anderem der Einsatz für den Verein „Junkers Luftverkehr“ zur Durchführung von Passagierflügen in Altenrhein vorgesehen.[13]

- JFAG F13, WNr. 13-003, noch im Bau bei Kaelin Aero Technologies GmbH in Oberndorf[13]

## Sonstiges
Vom 17. Februar bis 6. März 1928 umrundete eine Junkers F 13 (CH 94) der schweizerischen Luftverkehrsgesellschaft Ad Astra Aero das westliche Mittelmeer im Uhrzeigersinn mit einer Durchschnittsgeschwindigkeit von 135 Kilometern pro Stunde. Die wesentlichen Flugetappen waren Zürich–Rom–Tunis–Algier–Madrid–Marseille–Zürich. Die Flugzeit betrug zusammen 47 Stunden und 20 Minuten bei einer Gesamtentfernung von 6370 Kilometern.
Am Morgen des 12. Juli 1932 wollte sich Tomáš Baťa gegen 5 Uhr vom Flugplatz Baťov in der damaligen Tschechoslowakei von seinem Privatpiloten in das schweizerische Basel fliegen lassen, nachdem er seinem 18-jährigen Sohn die Bauleitung für eine neue Fabrik im nahegelegenen Möhlin übertragen hatte. Trotz der Bedenken des Piloten wegen dichten Nebels ordnete Baťa den Start an; die F 13 mit dem Kennzeichen D–1608 zerschellte acht Minuten nach dem Start, dabei starben beide Insassen.